# Dumbrăveni (Suceava)
Dumbrăveni è un comune della Romania di 8 911 abitanti, ubicato nel distretto di Suceava, nella regione storica della Moldavia. 
Il comune è formato dall'unione di 2 villaggi: Dumbrăveni e Sălăgeni.